# شنهوریک شاهینیان
شنهوریک شاهینیان (ارمنی: Շնորհիկ Շահինյան؛ انگلیسی: Shnorhik Shahinyan زادهٔ ۲۳ اوت ۱۹۵۲)، نثرنویس و روزنامه‌نگار اهل ارمنستان بود.

## زندگی‌نامه
وی در ۲۳ اوت ۱۹۵۲ در روستای کامو به دنیا آمد و از دانشگاه دولتی ایروان فارغ‌التحصیل گشت. وی عضو اتحادیه نویسندگان ارمنستان می‌باشد. 